# Aloe suprafoliata
Aloe suprafoliata es una especie de planta suculenta de la familia Xanthorrhoeaceae.
Aloe suprafoliata puede confundirse con Aloe pretoriensis cuando no está en flor. Cuando está en flor puede ser fácilmente identificado por sus racimos que tienen un brillo plateado, flores con brácteas redondeadas y la inflorescencia simple.

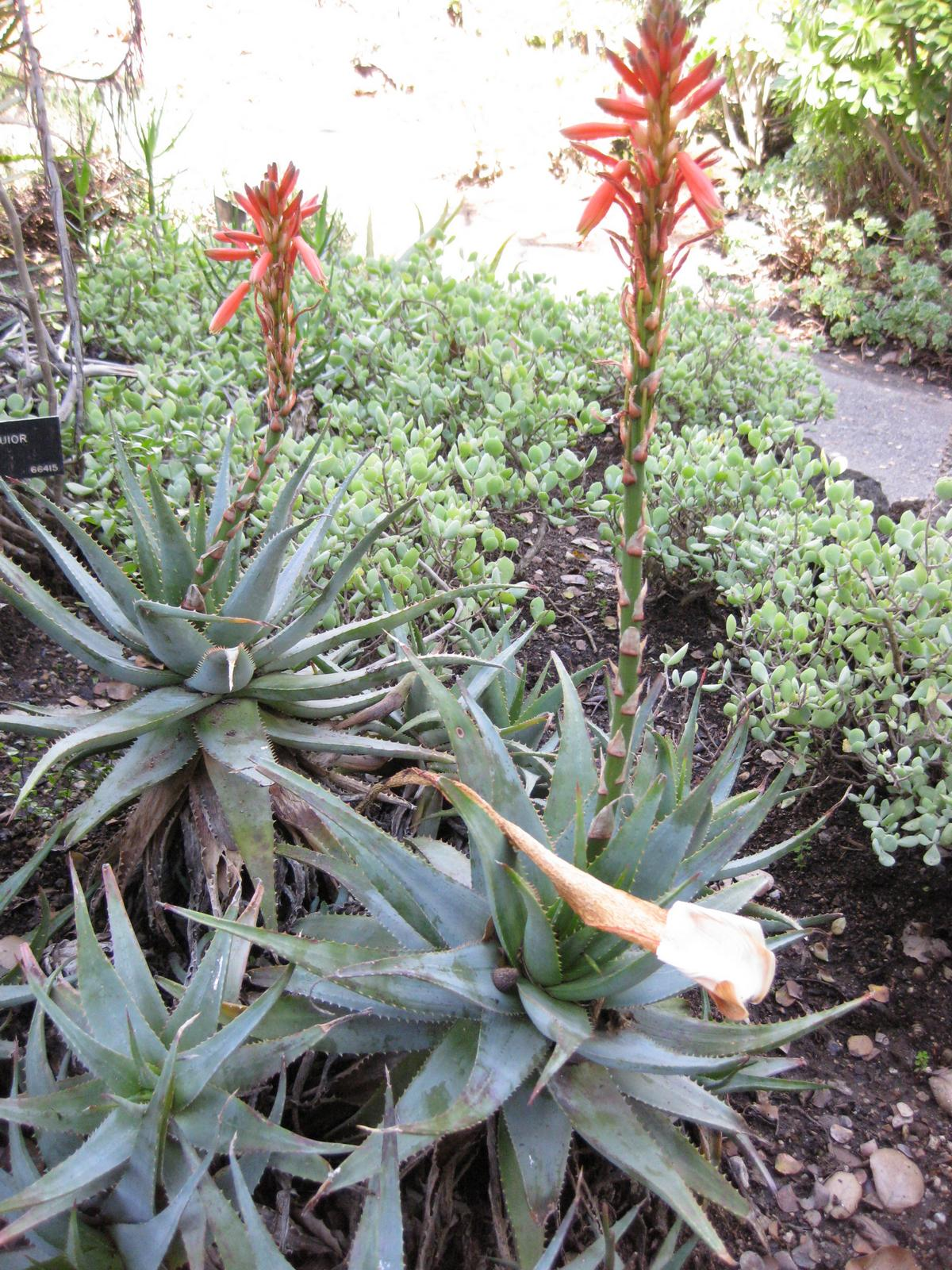
Vista de la planta

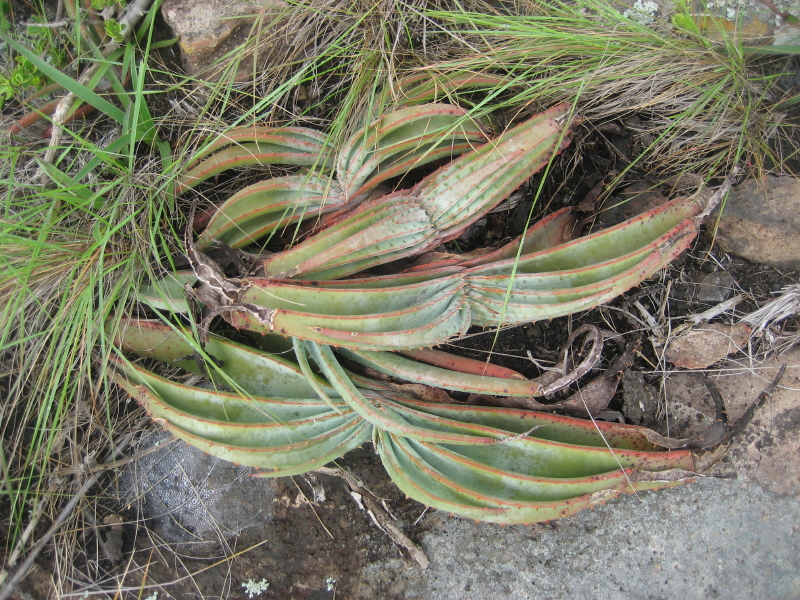
Vista de la planta

Aloe suprafoliata obtuvo su nombre por la forma en que las hojas de las plantas menores se organizan, una encima de  otra en filas de dos.

## Hábitat
Es endémico de Sudáfrica y Suazilandia. Se pueden encontrar en Mpumalanga, norte de KwaZulu-Natal y Suazilandia. Su hábitat  se encuentra en laderas rocosas y está expuesta a bajas temperaturas y niebla.

## Descripción
Es una planta suculenta con las hojas agrupadas en una roseta. Las hojas son alargadas, carnosas, de color verde grisáceo y márgenes fuertemente armado con dientes de color marrón. Las inflorescencias en racimos cilíndrico en la cima de un tallo floral con flores de color rojo-rosado.

## Taxonomía
El género fue descrito por Illtyd Buller Pole-Evans y publicado en Transactions of the Royal Society of South Africa 5: 603. 1916.
Etimología
Ver: Aloe
Sinonimia
- Aloe suprafoliolata[2]